# Isla Dawn
Courtney Florence Stewart, meglio conosciuta con il ring name Isla Dawn (Glasgow, 2 febbraio 1994), è una wrestler britannica.
In WWE ha detenuto una volta il Women's Tag Team Championship e una volta l'NXT Women's Tag Team Championship (entrambi con Alba Fyre).

## Biografia
Courtney Stewart ha frequentato il City of Glasgow College.

## Carriera

### Circuito indipendente (2013–2018)
Ad inizio carriera ha collaborato con federazioni britanniche come la Insane Championship Wrestling e la Scottish Wrestling Alliance, dove ha lottato con il suo vero nome; dal 2015 ha iniziato ad apparire anche in federazioni spagnole e francesi.
Tra il 2017 e il 2018 ha combattuto in alcune federazioni statunitensi come l'American Combat Wrestling e la Women Superstars Uncensored.

### WWE (2018–2025)
Nel 2018 è annunciata come una delle trentadue partecipanti alla seconda edizione del Mae Young Classic, ma viene eliminata al primo turno da Nicole Matthews.
Al termine del torneo firma un contratto con la WWE e viene assegnata nel territorio di sviluppo di NXT UK; fa il suo debutto il 9 giugno, durante un live event con lo pseudonimo di Isla Dawn, facendo coppia con Shayna Baszler e perdendo contro Nikki Cross e Tegan Nox. Il 25 giugno, durante lo United Kingdom Championship Tournament, prende parte ad un Triple Threat match contro Killer Kelly e Toni Storm per decretare la prima sfidante all'NXT Women's Championship, ma a vincere è la Storm.
Fa il suo debutto ufficiale televisivo durante l'episodio di NXT UK del 31 ottobre, dove ha sconfitto Nina Samuels, stabilendosi come face. Nella puntata di NXT UK del 21 novembre, Isla prende parte al torneo valevole per decretare la nuova campionessa femminile inglese del roster per l'NXT UK Women's Championship, dove viene sconfitta al primo turno da Toni Storm. Nella puntata di NXT UK del 5 dicembre, Isla ha sconfitto Nina Samuels. Nella puntata di NXT UK del 12 dicembre, Isla ha sconfitto Killer Kelly; a fine match, dichiara di voler sfidare la campionessa femminile inglese Rhea Ripley, la quale si presenta sul ring e rifiuta la proposta, ma che viene poi accettata dall'assistente del General Manager. Nella puntata di NXT UK del 19 dicembre, Isla affronta la campionessa Rhea Ripley in un match valevole per l'NXT UK Women's Championship, ma è stata sconfitta. Nella puntata di NXT UK del 9 gennaio 2019, Isla ha sconfitto Xia Brookside; successivamente, viene attaccata nel backstage da Jinny. Nella puntata di NXT UK del 16 gennaio, Isla è stata sconfitta da Jinny. Nella puntata di NXT UK del 27 marzo, Isla viene interrotta nel backstage durante un'intervista da Kay Lee Ray, ufficializzando un match fra le due. Nella puntata di NXT UK del 3 aprile, Isla è stata sconfitta da Kay Lee Ray. Nella puntata di NXT UK del 29 maggio, Isla raggiunge Xia Brookside offrendo il suo aiuto per contrastare le forze di Jinny e Jazzy Gabert. Nella puntata di NXT UK del 12 giugno, Isla e Xia Brookside sono state sconfitte da Jinny e Jazzy Gabert. Nella puntata di NXT UK del 19 giugno, Isla Dawn prende parte alla prima Women's UK Battle Royal dove la vincitrice avrebbe ottenuto un match titolato contro l'NXT UK Women's Champion Toni Storm, ma è stata eliminata. Nella puntata di NXT UK del 14 agosto, Isla è stata sconfitta da Nina Samuels. Nella puntata di NXT UK del 3 ottobre, Isla è stata sconfitta da Piper Niven. Nella puntata di NXT UK del 7 novembre, Isla ha sconfitto Killer Kelly. Nella puntata di NXT UK del 12 dicembre, Isla è stata sconfitta dalla NXT UK Women's Champion Kay Lee Ray in un match non titolato. Nella puntata di NXT UK del 30 gennaio 2020, Isla ha sconfitto Nina Samuels. Nella puntata di NXT UK del 5 marzo, Isla è stata sconfitta da Aoife Valkyrie.
Debuttò a sorpresa nella puntata di NXT del 15 novembre intervenendo nel last woman standing match per l'NXT Women's Championship tra la campionessa Mandy Rose e la sfidante Alba Fyre sfavorendo quest'ultima, permettendo a Rose di vincere. Combatté il suo primo match ad NXT nella puntata del 6 dicembre quando sconfisse Thea Hail. Il 10 dicembre, a NXT Deadline, sconfisse poi Alba Fyre. Dopo aver addotto Alba facendosela alleata, il 1º aprile, a NXT Stand & Deliver, le due sconfissero Fallon Henley e Kiana James vincendo l'NXT Women's Tag Team Championship.
Il 28 aprile, per effetto del Draft, Isla Dawn e Alba Fyre vennero promosse al roster di SmackDown. Le due debuttarono nello show nella puntata del 19 maggio sconfiggendo Valentina Feroz e Yulisa León in un match non titolato. Nella puntata di SmackDown del 23 giugno persero i titoli contro Ronda Rousey e Shayna Baszler, in un match di unificazione con il Women's Tag Team Championship di queste ultime, dopo 83 giorni di regno.
Nella puntata di SmackDown del 19 gennaio 2024 Dawn e Fyre, note come le Unholy Union, affrontarono Kayden Carter e Katana Chance per il Women's Tag Team Championship ma vennero sconfitte. Nella puntata di Raw del 19 febbraio partecipò ad una battle royal per qualificarsi per l'elimination chamber match ma venne eliminata.
L'8 febbraio del 2025 è stata licenziata dalla WWE.

## Personaggio

### Mosse finali
- Air raid crash
- Half nelson suplex

### Soprannomi
- "Modern Day Witch
- "Unique"

## Titoli e riconoscimenti
- Pro Wrestling Illustrated
  - 95ª tra le 100 migliori wrestler femminili nella PWI Women's 100 (2019)

- WWE
  - NXT Women's Tag Team Championship (1) – con Alba Fyre
  - WWE Women's Tag Team Championship (1) – con Alba Fyre